# Bernay (Eure)
Bernay – miejscowość i gmina we Francji, w regionie Normandia, w departamencie Eure.
Według danych na rok 2010 gminę zamieszkiwały 10 449 osoby, a gęstość zaludnienia wynosiła 434 osób/km² (wśród 1421 gmin Górnej Normandii Bernay plasuje się na 22. miejscu pod względem liczby ludności, natomiast pod względem powierzchni na miejscu 30.(w roku 1990)).